# Isle Brewers
Isle Brewers est une paroisse civile et un village du Somerset, en Angleterre.